# Jan Havránek (historik)
Jan Havránek (7. června 1928 Teplice – 1. září 2003 Praha) byl český historik. Hlavním předmětem jeho badatelského zájmu bylo „dlouhé 19. století“, dějiny univerzit a sociální historie.

## Historie
Za války byl coby tzv. míšenec internován v koncentračním táboře v Klettendorfu, odkud absolvoval tzv. pochod smrti. Následně vstoupil do KSČ a na Filozofické fakultě Univerzity Karlovy vystudoval historii a filozofii. Zůstal zde jako aspirant a posléze vědecký pracovník, jeho hlavním pracovištěm se ovšem stal Ústav pro dějiny Univerzity Karlovy. S rozsáhlou prací Hnutí Omladiny a boj za všeobecné hlasovací právo dosáhl vyšších akademických kvalifikací a postupně i mezinárodního renomé, jež mu v 60. letech otevřelo cestu do Rakouska a Západního Německa.
Normalizace znamenala pro Havránka vyloučení z KSČ a zásadní omezení jeho akademických aktivit. Nadále působil v Archivu dějin UK a vyučoval na mimopražských univerzitách. Soukromě ovšem přednášel řadě studentů nejen z Československa, nýbrž i zpoza železné opony, a zároveň se stal duší ročenky Acta Universitatis Carolinae – Historia Universitatis Carolinae Pragensis. Po roce 1989 se vrátil na fakultu, byl spolupředsedou Česko-rakouské komise historiků a podílel se na vydání čtyřsvazkového díla o dějinách Univerzity Karlovy.
Jakkoli Havránkovy práce dnes čítají přes 4000 tiskových stran, ještě větší je patrně jeho přínos pedagogický. Je autorem učebních textů pro vysoké školy a okruh jeho žáků překračuje hranice středoevropského teritoria. Přednášel mj. na univerzitách v USA a byl členem washingtonského Woodrow Wilson Center.

## Výběr z díla
- Hornická stávka roku 1900 v severočeském hnědouhelném revíru. Praha : Nakladatelství Československé akademie věd, 1953.
- Stručné dějiny University Karlovy. Praha : SPN, 1964. (s kolektivem)
- Dějiny Československa. Učebnice pro pedagogické fakulty (II. a III. díl) Praha : SPN, 1968–1970. (spoluautor J. Butvin)
- Půlstoletí v dokumentech. 1871–1917. Praha : Albatros, 1972. (spoluautor O. Černý)
- Dějiny Univerzity Karlovy III (1802–1918). Praha : Karolinum, 1997. (s kolektivem)
- University – historiography – society – politics / selected studies. (ed. J. Pešek) Praha : Karolinum, 2009.

## Ocenění
- Cena Antona Gindelyho (Institut für Donauraum und Mitteleuropa, Rakousko, 1995)
- Zahraniční člen Polské akademie věd